# اقونیطون مازندرانی
اقونیطون مازندرانی، اقونیطون جنگلی (نام علمی: Aconitum iranshahrii) نام یک گونه از سرده اقونیطون است.